# Sainte-Marguerite-sur-Duclair

Sainte-Marguerite-sur-Duclair este o comună în departamentul Seine-Maritime, Franța. În 1 ianuarie 2022 avea o populație de 2.032 de locuitori.